# Marató (fill d'Epopeu)
Marató (llatí Marathon, grec antic Μαραθών) va ser un heroi, fill d'Epopeu, rei de Sició segons la mitologia grega.
Va abandonar Sició en vida del seu pare, a causa de la injustícia i la violència d'Epopeu, i es va refugiar a l'Àtica, on va instaurar les primeres lleis. Quan el seu pare va morir a mans de Licos, que havia atacat Sició, va tornar al seu país i va reunir sota el seu regne les ciutats de Sició i Corint. Va tenir dos fills, Sició i Corint, epònims de les ciutats d'aquests noms.
S'alià amb els Dioscurs quan emprengueren la campanya contra Atenes. Va donar el seu nom a una ciutat de l'Àtica, Marató.